# Fitopatologie

Fitopatologia, sau patologia vegetală, este o ramură a biologiei care studiază factorii primari, atât biotici cât și abiotici, care produc boli la plante, bolile propriu-zise ale plantelor și al metodele de prevenire și combatere a acestora.
Fitopatologia se subîmparte în câteva capitole importante, și anume:
- etiologia bolilor, care studiază cauzele bolilor plantelor;
- patogenia, care se ocupă de modul în care factorii patogeni produc bolile plantelor;
- patografia, care descrie simptomele prin care se manifestă bolile și metodele cu care se determină acestea;
- ecologia patogenilor și bolilor plantelor agricole, care studiază relațiile acestora cu factorii de mediu;
- epifitologia denumită și epidemiologia plantelor, care se ocupă cu studiul populațiilor de patogeni în populațiile-gazdă ale culturilor agricole și cu bolile ce apar în contextul influențelor mediului înconjurător și al factorilor antropologici;
- profilaxia bolilor, care se referă la elaborarea și aplicarea mijloacelor de luptă pentru prevenirea îmbolnăvirilor;
- terapia bolilor, care se ocupă de elaborarea și aplicarea mijloacelor de luptă curativă;
- protecția integrată a culturilor agricole împotriva bolilor, care se referă la îmbinarea diferitelor mijloace de combatere în cadrul agro-ecosistemului și aplicarea lor numai atunci când se justifica economic și ecologic.

## Fitopatologia se împarte în două părți:
- Fitopatologia generală

- Fitopatologia specială

Fitopatologia generală cuprinde
cunoștințele referitoare la etiologia, patogeneza, epidemiologia și ecologia
bolilor, caracterele biologice, sistematica, specializarea și variabilitatea
agenților patogeni, elaborarea tehnologiilor de prevenire și combatere
integrată a bolilor plantelor.
Fitopatologia specială are ca
preocupare studiul bolilor culturilor agricole, plantelor lemnoase din
culturile forestiere, plantelor decorative, medicinale etc.

## Impactul economic al bolilor plantelor
Apariția și dezvoltarea patologiei
vegetale ca știință se datoreaza, în primul rând, cauzelor de ordin economic.
Impactul bolilor se evaluează prin pierderile de recoltă pe care acestea le
provoacă. Factorul economic, adică efectul păgubitor al bolilor plantelor, a
fost acela care a trezit interesul pentru probleme de fitopatologie. 
Bolile la plante se caracterizează

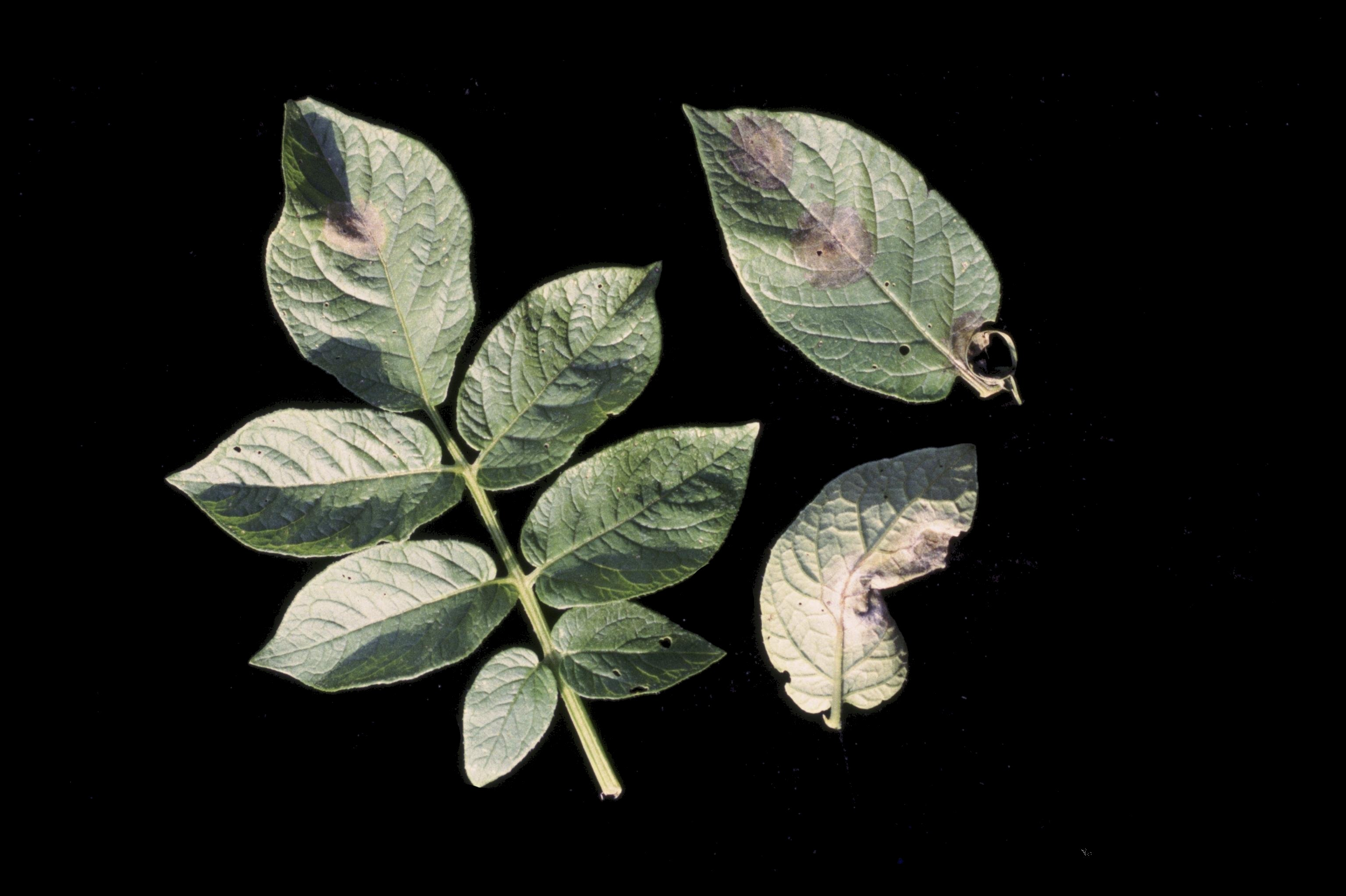
Phytophthora infestans

prin dereglarea echilibrului funcțional, care determină o scădere mai mare sau
mai mică a cantității de substanțe organice sintetizate și acumulate de plantă.
În cazul plantelor de cultură aceasta duce la scăderea productivității.
Agenții patogeni ai bolilor au apărut
pe pământ și s-au răspândit împreună cu plantele. În general, plantele de
cultură sunt mai sensibile la boli decât rudele lor sălbatice din cauza că ele
sunt silite să se dezvolte în condiții care diferă de cele naturale din patria
de origine.  Schimbul de produse
vegetale, inclusiv material săditor, a favorizat răspândirea agenților patogeni
dintr-o zonă geografică în alta. Astfel, odată cu diferite plante de cultură au
fost introduși în Europa și paraziții lor, cum a fost mana cartofului (Phytophthora infestans) 1845 -1846 din America de Sud;  mana viței de vie (Plasmopara viticola)  în 1878 din America de Nord; făinarea viței
de vie (Uncinula necator)  în1845 din Asia Mijlocie etc.

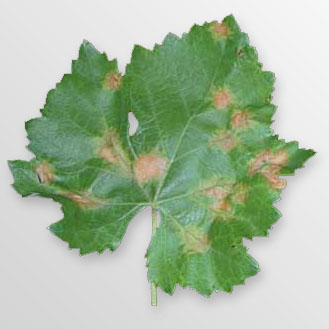
Plasmopara viticola

În prezent nu se poate concepe obținerea de producții înalte fără utilizarea unor metode
adecvate de protecție a plantelor, care trebuie să includă: măsuri legislative
și de carantină fitosanitară; ameliorarea și cultivarea soiurilor rezistente;
măsuri de igienă culturală; metode și mijloace fizico-mecanice; măsuri și
metode culturale (agrofitotehnice); măsuri biologice de combatere a bolilor;
combaterea chimică; măsuri de prognoză și avertizare.

## Istoria dezvoltării patologiei vegetale
Patologia vegetală a devenit știință
de sine stătătoare abia în a doua jumătate a secolului XIX, cu toate că unele
boli ale plantelor au fost semnalate cu câteva mii de ani în urmă. Convențional
istoria dezvoltării patologiei vegetale poate fi împărțită în cinci ere.
Era I -  era antică,
de la apariția culturii plantelor până la căderea Imperiului Roman (476 d.
Hr.).
Era II -  era medievală  476 – 1600.
Era III - era premodernă  1600 – 1850.
Era IV - era modernă  1850 – 1905.
Era V -  era contemporană
1906 – 2005.
Omul agricultor a cunoscut simptomele
și efectul nociv al unor boli ale plantelor din timpuri străvechi. În scrierile
vechi ebraice și în Biblie se amintea de tăciunii și ruginile cerealelor. Nu se
cunoșteau însă cauzele bolilor, iar efectul dăunător era atribuit răzbunării
zeilor, blestemului morților etc. Marele naturalist și filozof al Greciei
Antice, Aristotel, a descris ruginile
la grâu. Theophrast, părintele
botanicii, în lucrarea sa Historia
plantarum descrie tăciunii și ruginile la cereale, prezintă primele noțiuni
de rezistență a grâului la boli, recomandă rotația culturilor ca metodă de
protecție a plantelor. Renumitul poet roman Ovidiu
în scrierile sale „Fastele” îl
imploră pe Jupiter să apere grânele de mălură. Marele naturalist al Imperiului
Roman, Pliniu cel Bătrân, în lucrarea
Historia naturalis a descris bolile
grâului, a recomandat ca măsuri de protecție dezmiriștirea și rotația
culturilor, a descris unele boli neinfecțioase cauzate de temperaturi anormale
ale aerului.
Pe parcursul erei medievale, ca și în
alte științe, în patologia vegetală se observă un regres evident. Bolile și calamitățile
cauzate de ele se explicau prin dogme creaționiste, iar înlăturarea lor
încercau să o facă prin descântece și vrăji. Totuși, pot fi menționate
lucrările savantului arab Ibn al Avam Ibn
Sina (lat. Avicenna). El a 
scris circa 300 de lucrări în domeniul botanicii și agriculturii, în care a
descris bolile viței de vie, bolile pomilor fructiferi. A recomandat și unele
măsuri de protecție a acestor culturi.
În era premodernă, timp de circa 500
de ani, a predominat dogma creaționistă și concepția autogenitistă despre originea bolilor plantelor. Conform acestei
concepții, microorganismele de pe plantele bolnave erau considerate ca o urmare
a bolii, ci nu drept cauza lor. În perioada renașterii (1600 – 1700) patologia vegetală încearcă să se elibereze de
dogmele medievale. În manualele de agricultură încep a fi descrise și bolile
plantelor de cultură. Leonardo da Vinci, renumit pictor, sculptor,
arhitect, matematician, a studiat dinamica uscării caisului și a încercat să
combată boala prin tratarea pomilor cu diferite produse chimice. În 1753 apare
lucrarea lui K. Linne “Species plantarum”, în biologie fiind
introdusă denumirea binară a speciilor. Tournefort
(1705) clasifică bolile plantelor în boli interne sau infecțioase și boli
externe sau neinfecțioase.  În lucrările
lui Fontana (1767),  Fabricius
(1774) se menționează prezența în 
țesuturile   atacate a unor
microorganisme autonome, capabile să producă îmbolnăvirea plantelor, cu toate
că noțiunea de parazit a fost introdusă în biologie mai târziu. În această
perioadă, în patologia vegetală continuă să 
predomine concepția autogenitistă despre originea bolilor. Ca importantă
poate fi menționată lucrarea învățatului austriac Unger “Exantemele plantelor” (1833). Esența concepției autogenitiste
elaborată de Unger consta în aceea că
bolile apar datorită alterării sevei plantelor, iar microorganismele din
leziuni apar ca urmare a acestui proces. 

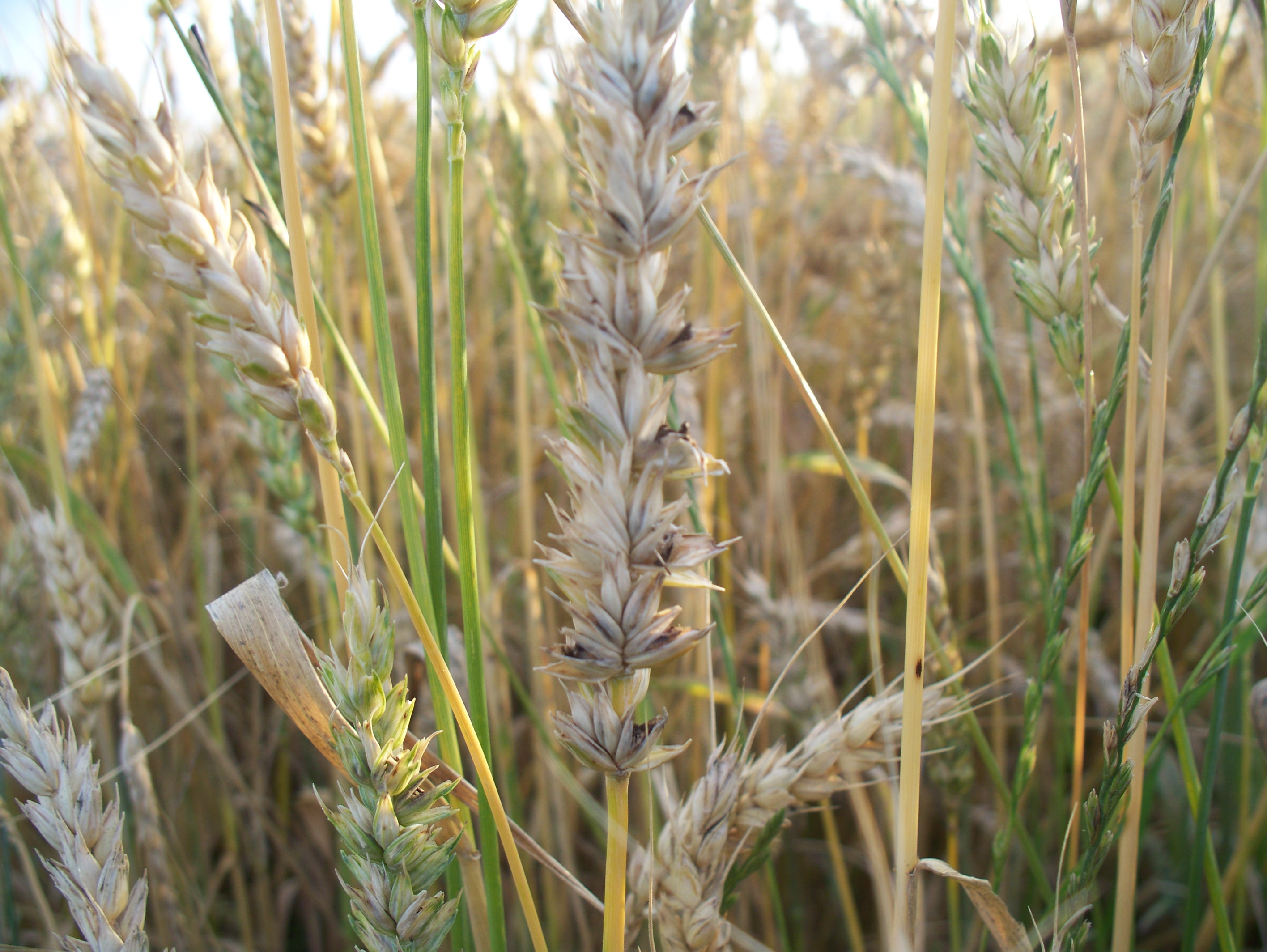
Tilletia caries

Pe parcursul erei moderne (1853 – 1906), datorită descoperirilor
făcute de Tulasne, Anton de Bary, M. Voronin, dar mai ales datorită lucrărilor genialului savant
microbiolog francez L. Pasteur
concepția autogenitistă despre originea bolilor a fost înlocuită cu cea patogenitistă. În anul 1861, printr-o
serie de experiențe de referință, L.
Pasteur a dat o lovitură serioasă adepților teoriei „generației spontane”.
Au urmat „anii de glorie ai microbiologiei”, care s-au remarcat prin
descoperirea agenților patogeni ai numeroase boli la plante, stabilirea
relațiilor dintre microorganisme și boli cauzate de ele. Între anii 1845 –
1874, în Europa sunt aduse cu materialul săditor mana și făinarea viței de vie,
iar puțin mai înainte mana cartofului. Datorită pierderilor colosale din cauza
acestor boli, a început să se resimtă impactul economic al bolilor plantelor.
În această perioadă s-au remarcat savanții germani Anton de Bary și Iulius Kuhn,
fondatorii  fitopatologiei moderne. Anton
de Bary a dovedit caracterul infecțios al tăciunilor și ruginilor
cerealelor, a studiat biologia ciupercilor Phytophthora infestans, Sclerotinia  sclerotiorum, Pythium de Baryanum.'''''I. Kuhn în  publicat tratatul
clasic de fitopatologie, în care acordă o mare atenție măsurilor de combatere a
bolilor, inclusiv prin metoda chimică. În Anglia, Berkeley a publicat o serie de lucrări fundamentale în domeniul
patologiei vegetale, fiind considerat drept fondatorul fitopatologiei engleze.
În Rusia, Mihail Voronin a studiat
ciclurile biologice ale ciupercilor Plasmodiophora brassicae și Puccinia helianthi, a menționat pentru prima dată că bacteriile pot provoca boli
la plante.
Către sfârșitul secolului XIX mana,
făinarea și filoxera viței de vie au pus în pericol de dispariție soiurile
nobile europene. A apărut necesitatea elaborării unor măsuri eficiente de
combatere a bolilor. Savantul francez Millardet
a recomandat pentru prima dată tratamente chimice împotriva manei viței de vie
cu zeamă bordeleză. Viala publică
tratatul “Les maladies de la vigne”,
iar Prillioux un tratat despre bolile
pomilor fructiferi. 
În anii 1880-1884 savantul american Burrill a descoperit prima bacterioză la plante – arsura bacteriană a merilor și perilor – Erwinia amylovora. Apare o nouă
ramură a patologiei vegetale, numită fitobacteriologia. Dezvoltarea de mai
departe a bacteriologiei vegetale se datorește lucrărilor unor așa savanți
renumiți ca E. Smith, Iacevski,
Krasilnikov, Bergey, Săvulescu etc. În anul 1881 savantul italian Saccardo a început publicarea unei
lucrări fundamentale, numită “Sylloge
fungorum omnium cognitorum”, în 26 de volume în care a descris circa 75000
de specii de ciuperci. În 1892 savantul rus D.
Ivanovski a demonstrat că agentul patogen al mozaicului tutunului nu este o
bacterie, deoarece trece prin filtrele bacteriene. În . Beijerinck menționează că mozaicul
tutunului este provocat de un parazit acelular, pe care l-a numit „contagium vivum fluidum”. A apărut o
nouă direcție în patologia vegetală – fitovirusologia.
Dezvoltarea de mai departe a acestei direcții se datorește lucrărilor unor așa
savanți ca Holmes, Gibbs, Smith, Bawden,
Suhov, Rîjkov, Verderevscaia.
În era
contemporană fitopatologia a devenit știință de sine stătătoare. În această
perioadă au fost redescoperite legile lui Gh. Mendel.
A fost dovedit experimental  că
rezistența plantelor la boli este un caracter care se supune legilor mendeliene
și se transmite prin ereditate urmașilor. În 1907 prof. I. Mecinikov a elaborat teoria fagocitară a imunității, pentru care
i s-a conferit Premiul Nobel. În
prima jumătate a secolului XX s-a remarcat marele savant sovietic N.'''''Vavilov, care a elaborat
principiul geografic de depistare  a
formelor de plante rezistente la boli în baza evoluției conjugate a plantelor
gazdă și agenților patogeni și bazele teoretice ale selecției soiurilor și
hibrizilor rezistenți la boli. În 1926, Ernst Gäumann publică cea dintâi lucrare de “Morfologie comparată a ciupercilor”.
Se publică lucrări fundamentale: S.
Rostovțev „Патология растений”
(1923), A. Iacevski „Основы микологии” (1933) și “Бактериозы растений “ (1935), valoroase
tratate de fitopatologie ca acelea ale lui Naumov
(U.R.S.S.), Prillieux și Delacroix (Franța), Ferraris și Ciferri
(Italia), Eriksson (Suedia) ș.a. În
1935 Stanley obține pentru prima dată
VMT (virusul mozaicului tutunului) în stare pură și descoperă structura
nucleoproteică a particulelor de virus. În ultimele decenii ale secolului XX au
fost descoperite câteva grupe noi de agenți patogeni ai bolilor plantelor: micoplasmele în 1967 (Asuyama, Doi, Yora), viroizii în 1971 (T. Dienner),
rickettsiile în 1972 (Windsor și Black).
Și în spațiul românesc
patologia vegetală a apărut și s-a dezvoltat datorită necesității de a reduce
pierderile cauzate de boli. Unele mențiuni scrise despre bolile plantelor
datează din secolul XIX. În primele decenii ale secolului XX au fost publicate
lucrări de micologie și fitopatologie (I.
Constantineanu - Les Uredinees de , în care
descrie 273 specii parazite pe 592 specii de plante; C. Petrescu – Flora
micologică a Moldovei; Gh. Ionescu
– Ciuperci parazite pe arbori; I. Gințescu – Specii de Orobanche parazite pe tutun). Bazele patologiei vegetale
au fost puse de acad. Tr. Săvulescu
(1889-1963), care timp de 4 decenii a creat școala fitopatologică românească și a publicat lucrări monumentale, cum
ar fi: „Monografia  Uredinalellor”, 2 volume, 1953,  și „Ustilaginalele
din R. P. R.”, 2 volume, 1957.
În Moldova din
stânga Prutului, școala științifică de fitopatologie a fost întemeiată și
condusă timp de 3 decenii (1944-1974) de prof. D. Verderevschi, șef al Catedrei de Fitopatologie 
din Chișinău.  S-a
remarcat prin cercetări fundamentale și experimentale în domeniile
fitoimunologiei, selecției soiurilor rezistente la boli și dăunători,
protecției plantelor cultivate; a elaborat teoria evoluției parazitismului la
microorganisme și bazele teoriei generale a imunității antimicrobiene a
plantelor, acestea oferind posibilitatea de a implementa în semenologie metode
eficiente de control fitopatologic al rezistenței soiurilor la boli; a
întemeiat Serviciul de protecție a plantelor din Republica Moldova și a
contribuit la pregătirea teoretică și practică a multor generații de
specialiști și savanți în domeniul patologiei vegetale și protecției plantelor. 

## Legături externe
- Ghid practic de fitopatologie Arhivat în 28 mai 2014, la Wayback Machine., bioge.ubbcluj.ro